# Ervy-le-Châtel (tổng)
Tổng Ervy-le-Châtel là một tổng của Pháp nằm ở tỉnh Aube trong vùng Grand Est.
Tổng này được tổ chức xung quanh Ervy-le-Châtel ở quận Troyes. 

## Hành chính
| Giai đoạn | Ủy viên       | Đảng | Tư cách |
| --------- | ------------- | ---- | ------- |
| 2004-2010 | Franck Simard | UMP  |         |

## Các đơn vị hành chính
Tổng Ervy-le-Châtel bao gồm 16 xã với dân số 5 424 người (điều tra năm 1999, dân số không tính trùng).
| Xã                      | Dân số | Mã bưu chính | Mã insee |
| ----------------------- | ------ | ------------ | -------- |
| Auxon                   | 927    | 10130        | 10018    |
| Chamoy                  | 425    | 10130        | 10074    |
| Chessy-les-Prés         | 504    | 10130        | 10099    |
| Coursan-en-Othe         | 97     | 10130        | 10107    |
| Courtaoult              | 75     | 10130        | 10108    |
| Les Croûtes             | 113    | 10130        | 10118    |
| Davrey                  | 235    | 10130        | 10122    |
| Eaux-Puiseaux           | 194    | 10130        | 10133    |
| Ervy-le-Châtel          | 1 214  | 10130        | 10140    |
| Marolles-sous-Lignières | 304    | 10130        | 10227    |
| Montfey                 | 134    | 10130        | 10247    |
| Montigny-les-Monts      | 193    | 10130        | 10251    |
| Racines                 | 179    | 10130        | 10312    |
| Saint-Phal              | 490    | 10130        | 10359    |
| Villeneuve-au-Chemin    | 176    | 10130        | 10422    |
| Vosnon                  | 164    | 10130        | 10441    |

## Thông tin nhân khẩu
| 1962                                                     | 1968  | 1975  | 1982  | 1990  | 1999  |
| -------------------------------------------------------- | ----- | ----- | ----- | ----- | ----- |
| 4 787                                                    | 5 289 | 5 042 | 5 187 | 5 341 | 5 424 |
| Nombre retenu à partir de 1962 : dân số không tính trùng |       |       |       |       |       |